# Chung kết Cúp EFL 2019
Trận Chung kết Cúp EFL 2019 diễn ra vào ngày 24 tháng 2 năm 2019 tại Sân vận động Wembley ở London, Anh để xác định đội vô địch Cúp EFL 2018-19 (được gọi là Carabao Cup vì lý do tài trợ). Trận đấu giữa Chelsea và đương kim vô địch Manchester City, đội đã bảo vệ thành công danh hiệu của mình với chiến thắng 4–3 trên loạt sút luân lưu sau trận hòa 0–0 và cả hiệp phụ; đây là lần đầu tiên Manchester City bảo vệ thành công danh hiệu. Với tư cách là đội đương kim vô địch, họ lẽ ra đã vào vòng sơ loại thứ hai của UEFA Europa League 2019–20, nhưng thay vào đó họ đã vào vòng bảng UEFA Champions League 2019–20 bằng cách lên ngôi vô địch ở Premier League 2018–19. Trận chung kết cũng là trận tái đấu Siêu cúp Anh 2018 mà Manchester City đã thắng 2–0.

## Đường đến trận chung kết

### Chelsea
| Vòng                                    | Đối thủ               | Tỉ số       |
| --------------------------------------- | --------------------- | ----------- |
| 3                                       | Liverpool (A)         | 2–1         |
| 4                                       | Derby County (H)      | 3–2         |
| TK                                      | Bournemouth (H)       | 1–0         |
| BK                                      | Tottenham Hotspur (A) | 0–1         |
| BK                                      | Tottenham Hotspur (H) | 2–1 (4–2 p) |
| Ghi chú: (H) = Sân nhà; (A) = Sân khách |                       |             |

Việc Chelsea tham dự UEFA Europa League 2018–19 đồng nghĩa với việc họ lọt vào vòng 3 Cúp EFL, nơi họ bị đội bóng thi đấu ở Premier League là Liverpool cầm hòa. Sau khi bị dẫn trước, các bàn thắng của Emerson Palmieri và Eden Hazard đã giúp Chelsea giành chiến thắng 2-1.
Ở vòng 4, họ bị đội Championship Derby County cầm hòa trên sân nhà. Lần này, Chelsea dẫn trước sớm nhờ bàn phản lưới nhà của Fikayo Tomori, nhưng Jack Marriott đã gỡ hòa cho Derby bốn phút sau đó. Một bàn phản lưới nhà khác lần này là của Richard Keogh, đưa Chelsea vượt lên dẫn trước một lần nữa ở phút 21, sau đó Martyn Waghorn san bằng tỷ số sáu phút sau đó. Bốn phút trước khi hiệp một kết thúc, Cesc Fàbregas đã ghi bàn thắng quyết định khi hiệp hai diễn ra không bàn thắng.
Ở vòng tứ kết, Chelsea gặp Bournemouth trên sân nhà, Hazard một lần nữa chứng tỏ sự khác biệt giữa hai bên trong chiến thắng 1–0 của Chelsea.
Vòng bán kết chứng kiến Chelsea bị cầm hòa trước Tottenham Hotspur. Quả phạt đền của Harry Kane giúp Tottenham dẫn trước trên Sân vận động Wembley trong trận lượt đi, nhưng N'Golo Kanté đã san bằng tỷ số chung cuộc sau 27 phút của trận lượt về. Hazard sau đó đưa Chelsea vượt lên dẫn trước với bàn thắng thứ ba của giải đấu ở phút 38, sau đó Fernando Llorente gỡ hòa một lần nữa năm phút sau hiệp một. Thời gian còn lại của trận đấu không có thêm bàn thắng nào được ghi thêm và do luật bàn thắng sân khách không có hiệu lực nên trận đấu chuyển sang loạt sút luân lưu. Cả hai bên đều thực hiện hai quả đá đầu tiên, trước khi Eric Dier thực hiện cú sút vọt xà ngang, tạo điều kiện cho Jorginho đưa Chelsea vượt lên dẫn trước. Kepa Arrizabalaga cản phá quả đá của Lucas Moura, trước khi David Luiz ghi bàn đưa Chelsea vào chung kết.

### Manchester City
| Vòng                                    | Đối thủ            | Tỉ số       |
| --------------------------------------- | ------------------ | ----------- |
| 3                                       | Oxford United (A)  | 3–0         |
| 4                                       | Fulham (H)         | 2–0         |
| TK                                      | Leicester City (A) | 1–1 (3–1 p) |
| BK                                      | Burton Albion (H)  | 9–0         |
| BK                                      | Burton Albion (A)  | 1–0         |
| Ghi chú: (H) = Sân nhà; (A) = Sân khách |                    |             |

Manchester City đã vào vòng bảng UEFA Champions League 2018–19, và do đó cũng lọt vào vòng 3 Cúp EFL, nhưng bị cầm hòa trước đội thi đấu ở League One là Oxford United. Tại sân vận động Kassam, Manchester City giành chiến thắng 3–0 nhờ các bàn thắng của Gabriel Jesus, Riyad Mahrez và Phil Foden. Ở vòng 4, họ cầm hòa câu lạc bộ thi đấu ở Premier League Fulham trên sân nhà. Tại sân vận động Etihad, Manchester City đã giành chiến thắng 2–0 nhờ cú đúp của Brahim Díaz.
Ở tứ kết, họ bị đội bóng thi đấu ở Premier League là Leicester City cầm hòa. Trận đấu kết thúc với tỷ số 1-1 tại Sân vận động King Power, với bàn thắng ở phút 73 của Marc Albrighton - bàn thắng duy nhất mà Manchester City để thủng lưới trên đường vào chung kết - pha lập công sớm của Kevin De Bruyne bị từ chối, nhưng Manchester City đã thắng trong loạt sút luân lưu với tỉ số 3–1 để đi tiếp.
Trong trận bán kết hai lượt, Manchester City gặp Burton Albion của League One. Manchester City đã thắng trận lượt đi tại sân vận động Etihad với tỷ số 9–0 là trận thắng đậm nhất của họ trong 31 năm, với cú poker của Jesus và một bàn của Kevin De Bruyne, Oleksandr Zinchenko, Foden, Kyle Walker và Mahrez. Trong trận lượt về tại Sân vận động Pirelli, Sergio Agüero đã ghi bàn thắng đầu tiên của giải đấu giúp Manchester City giành chiến thắng 1–0 (tổng tỷ số 10–0) và tiến vào trận chung kết.

## Trận đấu

### Chi tiết
| Chelsea                                                  | 0–0 (s.h.p.) | Manchester City                                  |
| -------------------------------------------------------- | ------------ | ------------------------------------------------ |
|                                                          | Chi tiết     |                                                  |
| Loạt sút luân lưu                                        |              |                                                  |
| - Jorginho - Azpilicueta - Emerson - David Luiz - Hazard | 3–4          | - Gündoğan - Agüero - Sané - B. Silva - Sterling |

| Chelsea | Manchester City |

| GK               | 1  | Kepa Arrizabalaga     |     |     |
| RB               | 28 | César Azpilicueta (c) |     |     |
| CB               | 2  | Antonio Rüdiger       | 72' |     |
| CB               | 30 | David Luiz            | 30' |     |
| LB               | 33 | Emerson               |     |     |
| CM               | 7  | N'Golo Kanté          |     |     |
| CM               | 5  | Jorginho              | 88' |     |
| CM               | 8  | Ross Barkley          |     | 89' |
| RF               | 22 | Willian               |     | 95' |
| CF               | 10 | Eden Hazard           |     |     |
| LF               | 11 | Pedro                 |     | 79' |
| Dự bị:           |    |                       |     |     |
| GK               | 13 | Willy Caballero       |     |     |
| DF               | 27 | Andreas Christensen   |     |     |
| MF               | 12 | Ruben Loftus-Cheek    |     | 89' |
| MF               | 17 | Mateo Kovačić         |     |     |
| MF               | 20 | Callum Hudson-Odoi    |     | 79' |
| FW               | 9  | Gonzalo Higuaín       |     | 95' |
| FW               | 18 | Olivier Giroud        |     |     |
| Huấn luyện viên: |    |                       |     |     |
| Maurizio Sarri   |    |                       |     |     |

| GK               | 31 | Ederson             |       |     |
| RB               | 2  | Kyle Walker         |       |     |
| CB               | 30 | Nicolás Otamendi    | 90+1' |     |
| CB               | 14 | Aymeric Laporte     |       | 46' |
| LB               | 35 | Oleksandr Zinchenko |       |     |
| CM               | 17 | Kevin De Bruyne     |       | 86' |
| CM               | 25 | Fernandinho         | 58'   | 91' |
| CM               | 21 | David Silva (c)     |       | 79' |
| RF               | 20 | Bernardo Silva      |       |     |
| CF               | 10 | Sergio Agüero       |       |     |
| LF               | 7  | Raheem Sterling     |       |     |
| Dự bị:           |    |                     |       |     |
| GK               | 49 | Arijanet Muric      |       |     |
| DF               | 3  | Danilo              |       | 91' |
| DF               | 4  | Vincent Kompany     |       | 46' |
| MF               | 8  | İlkay Gündoğan      |       | 79' |
| MF               | 19 | Leroy Sané          |       | 86' |
| MF               | 26 | Riyad Mahrez        |       |     |
| MF               | 47 | Phil Foden          |       |     |
| Huấn luyện viên: |    |                     |       |     |
| Pep Guardiola    |    |                     |       |     |

| Cầu thủ xuất sắc nhất trận đấu: Bernardo Silva (Manchester City) Trợ lý trọng tài: Andy Halliday (Army) Marc Perry (West Midlands) Trọng tài bàn: Paul Tierney (Lancashire) Trợ lý trọng tài dự bị: Constantine Hatzidakis (Kent) Trợ lý trọng tài video: Martin Atkinson (West Yorkshire) Trợ lý trọng tài video: Steve Child (London) | Quy định trận đấu: - 90 phút thi đấu - 30 phút hiệp phụ nếu tỷ số hoà - Loạt sút luân lưu nếu tỷ số vẫn hoà - Cầu thủ dự bị là 7 người, có thể sử dụng 3 người trong hai hiệp chính và được thêm cầu thủ thứ 4 ở hiệp phụ |